# Сніжки (Білоцерківський район)
Сніжки́ — село в Україні, в Ставищенській селищній громаді Білоцерківського району Київської області. Розташоване на обох берегах річки Гнилий Тікич (притока Тікичу) за 6,5 км на південний захід від селища Ставище та за 15 км від залізничної станції Жашків. Через село проходить автошлях М05. Населення становить 417 осіб.

## Галерея

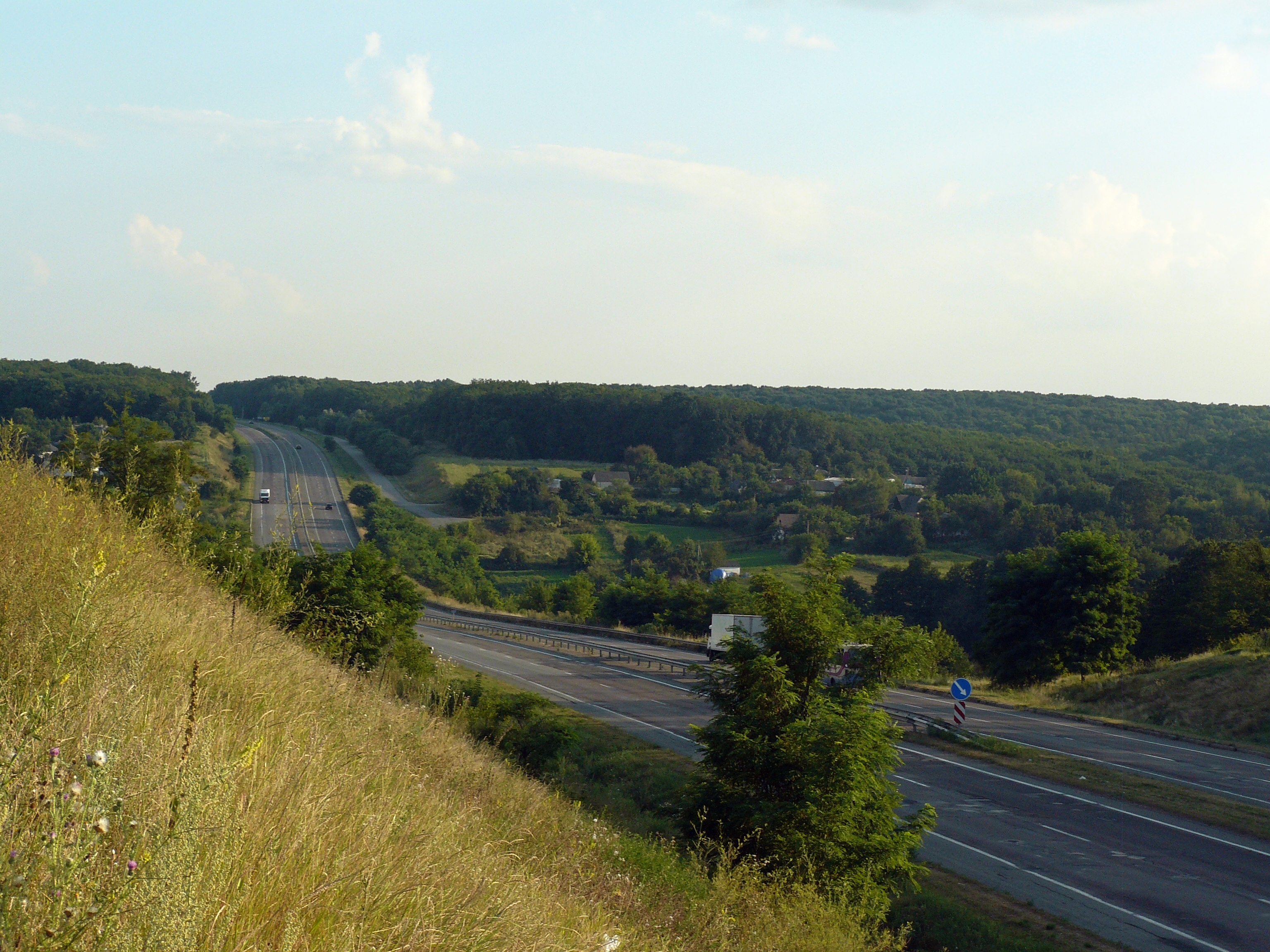
Вид з автотраси
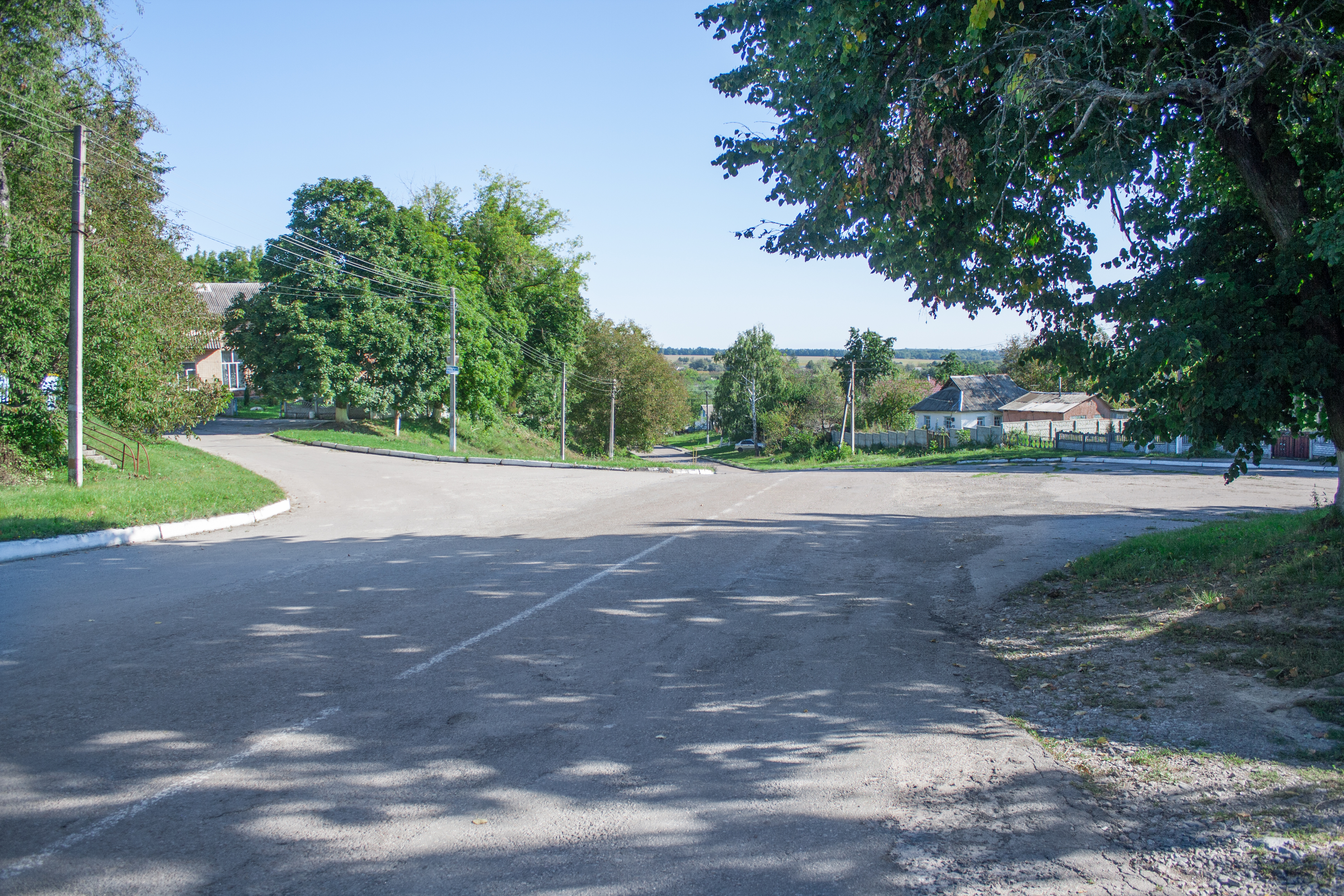
Центр села
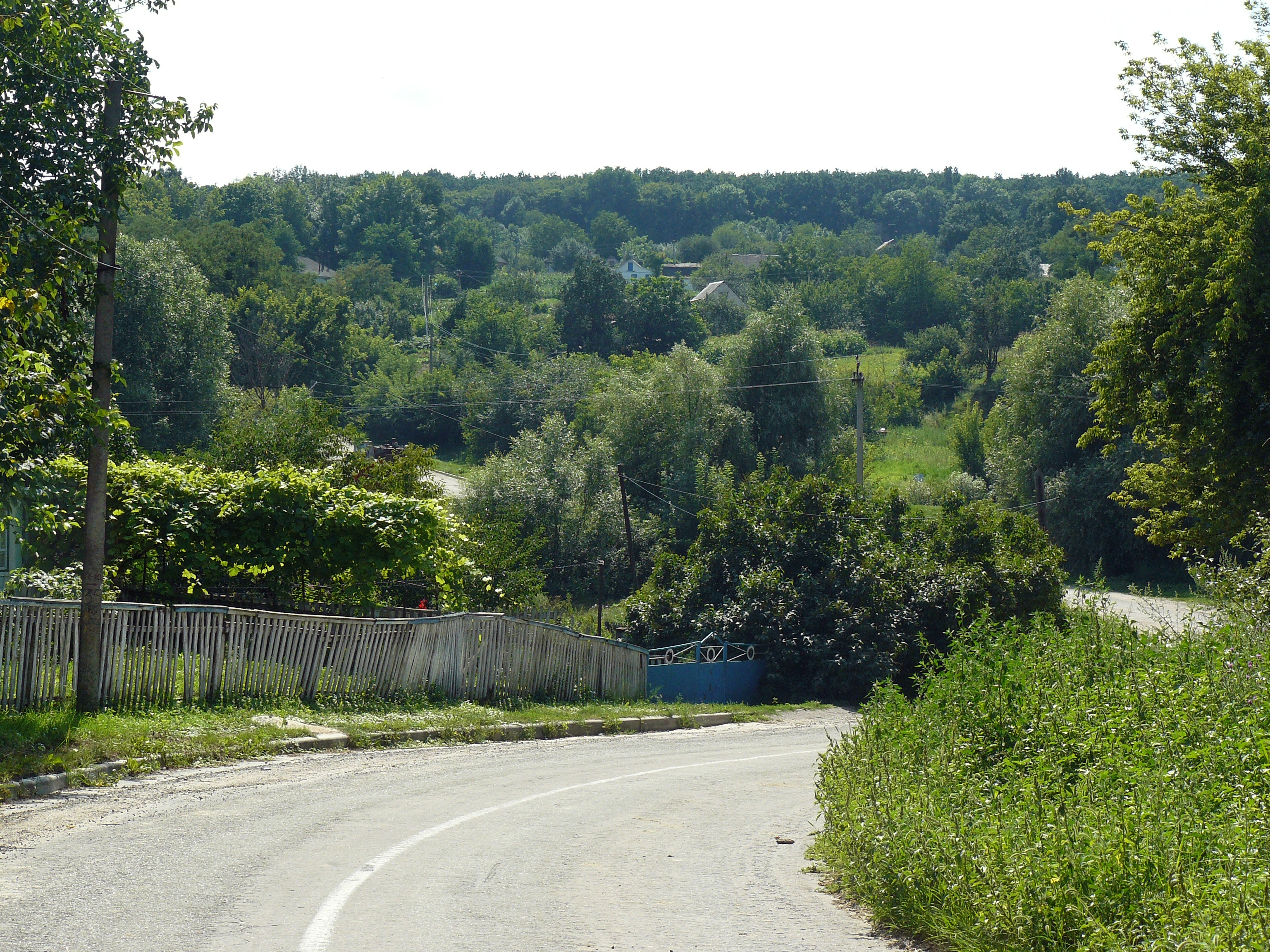
Вулиця Ставищенська
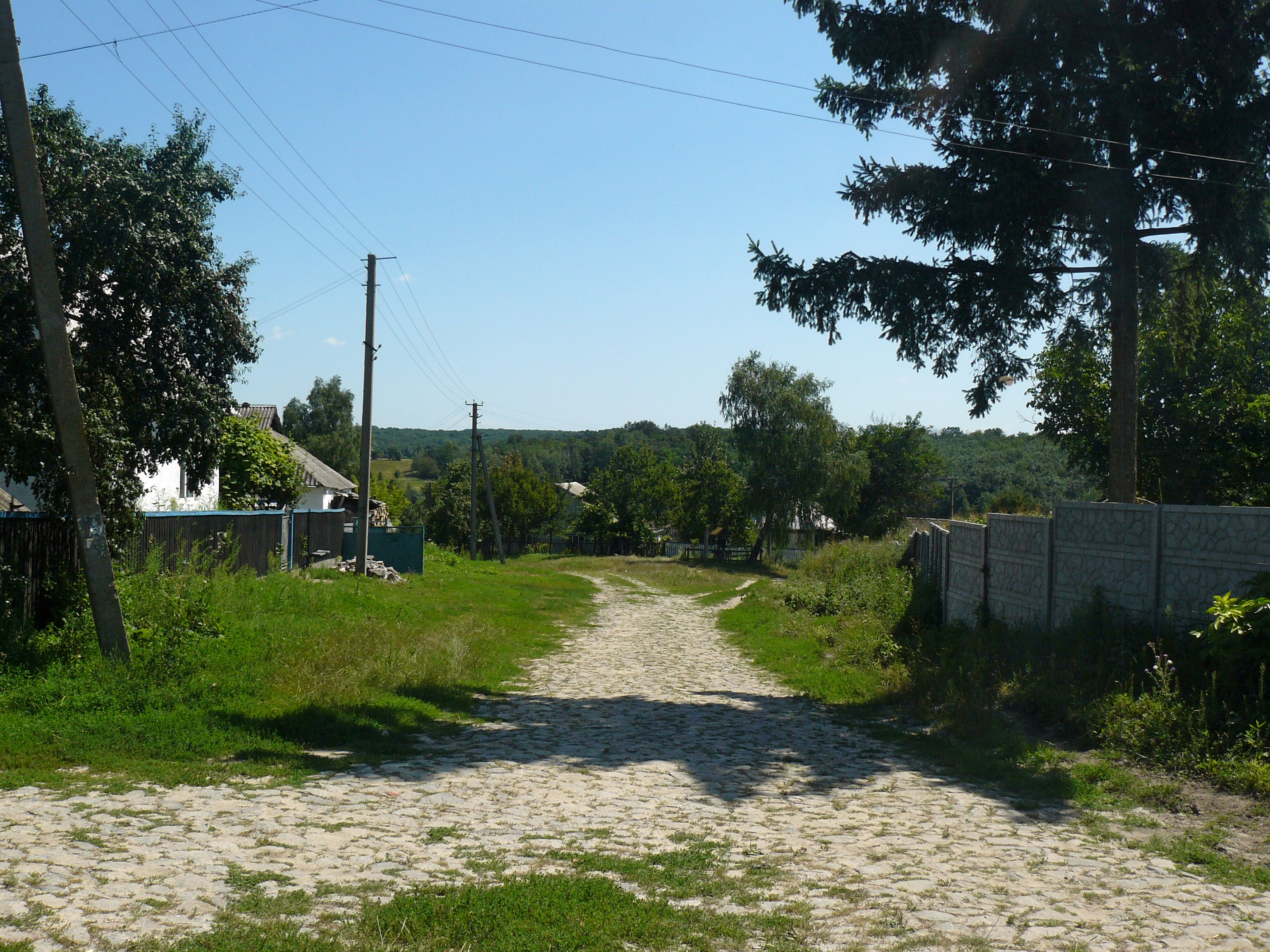
Вулиця Цимбала
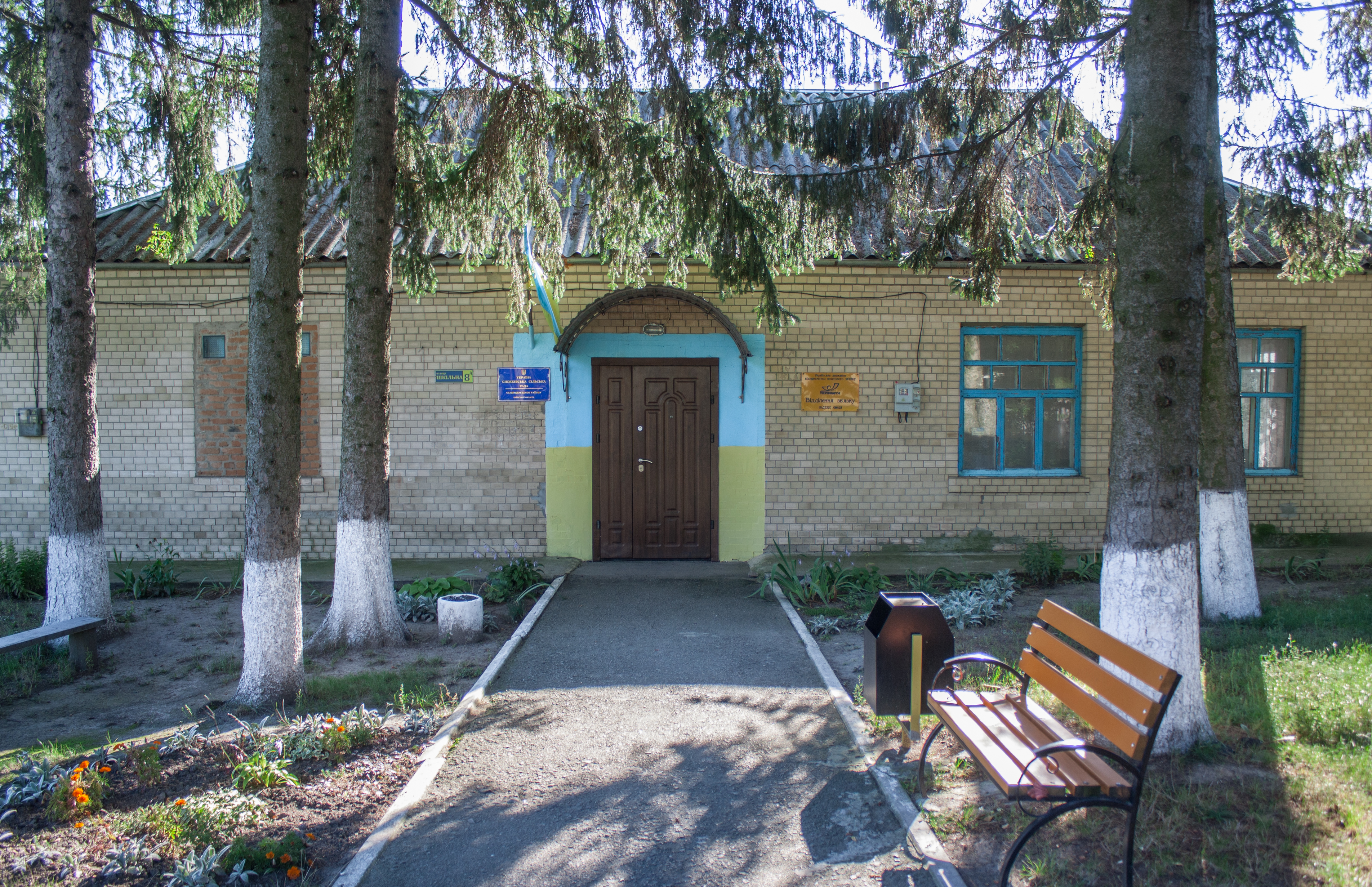
Сільська рада
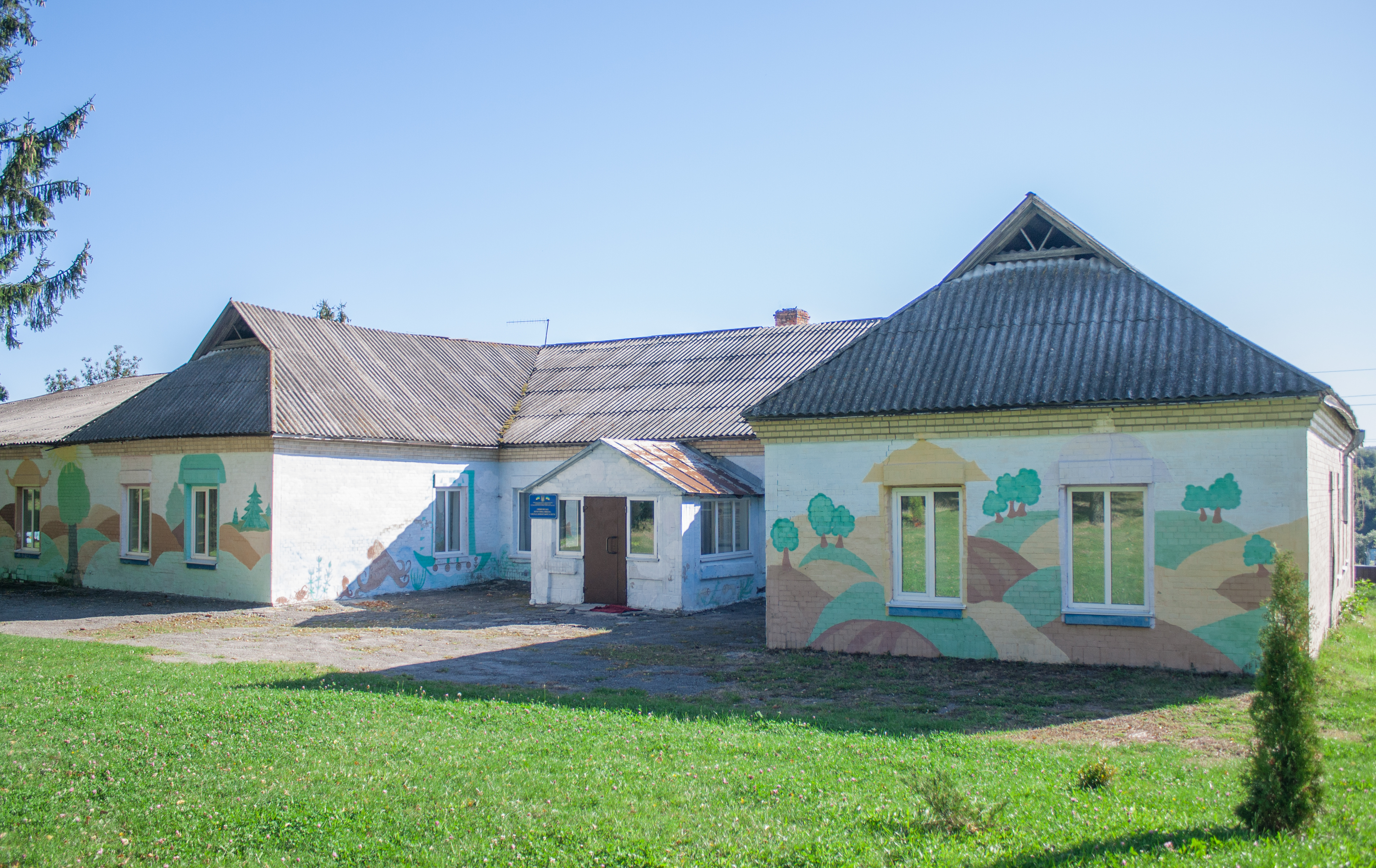
Школа-дитсадок
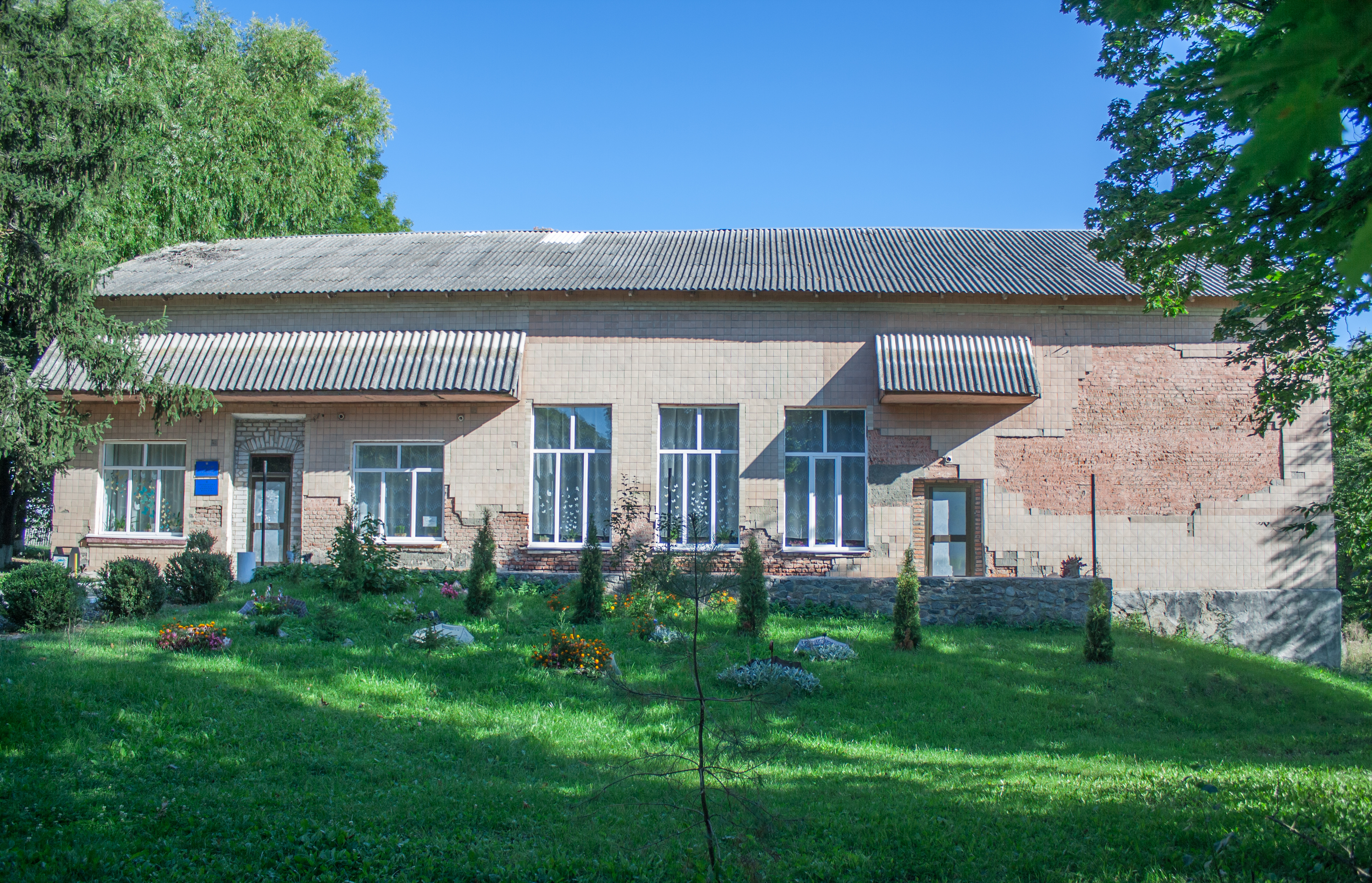
Будинок культури
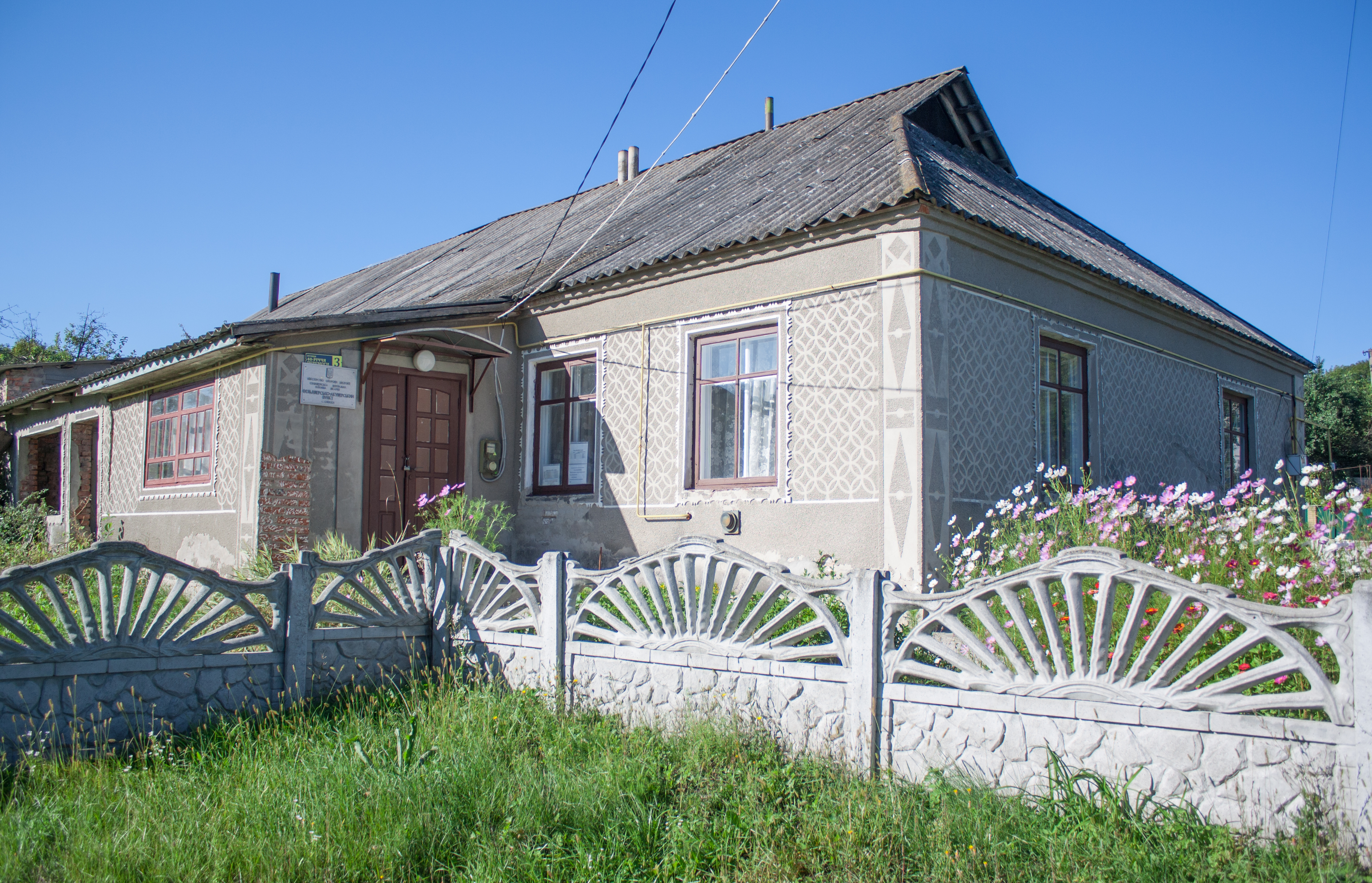
ФАП
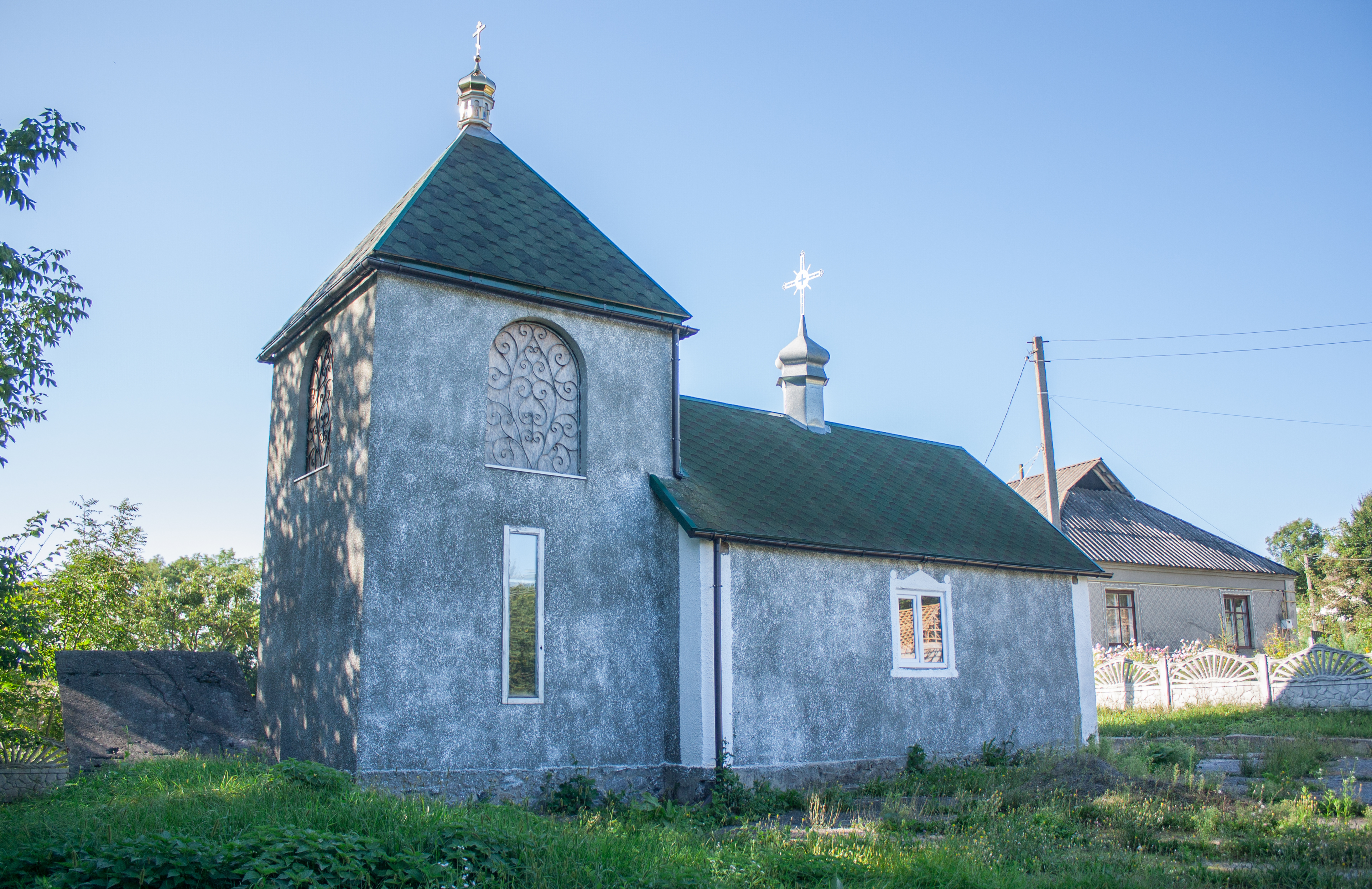
Церква
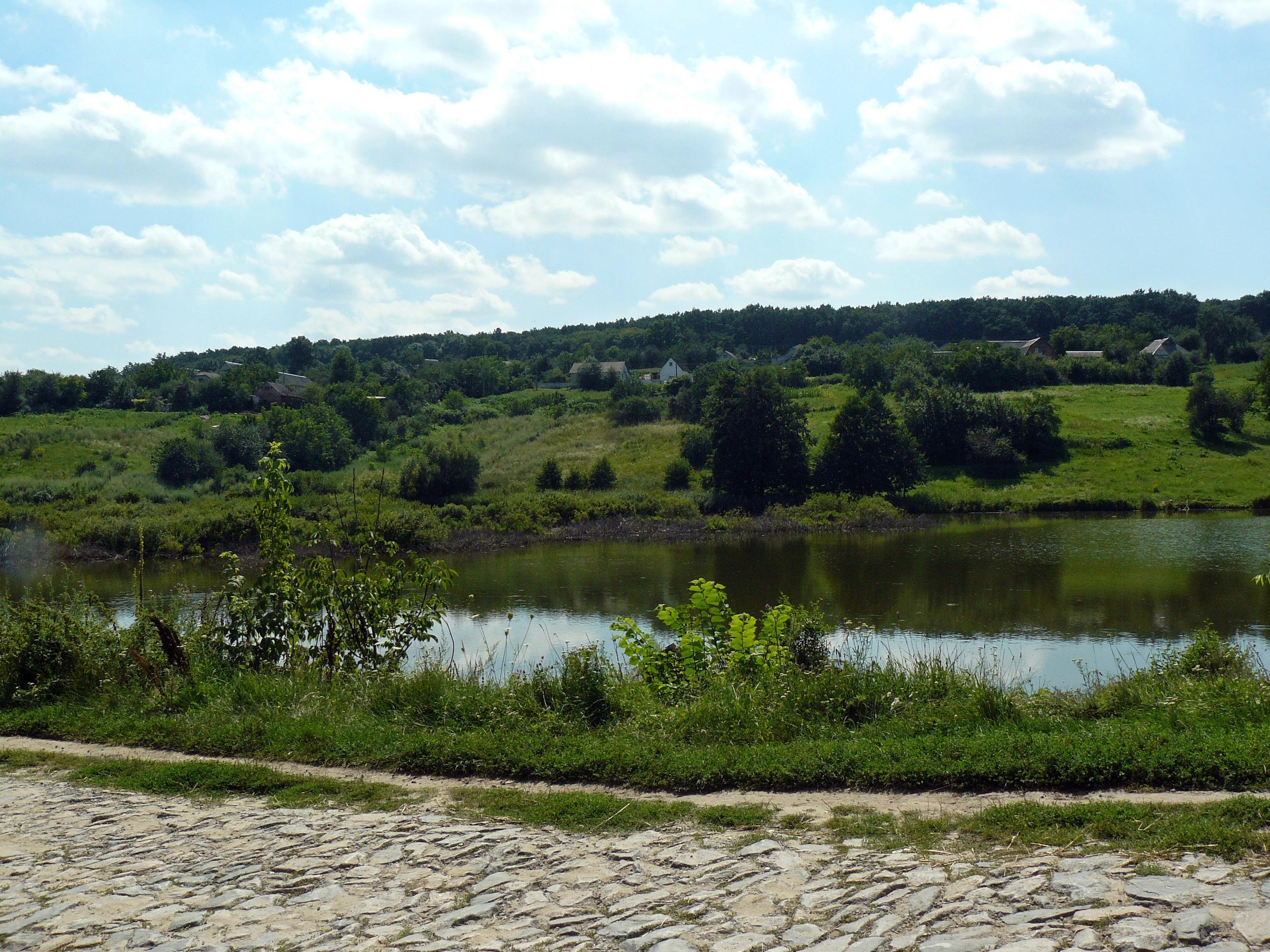
Ставок
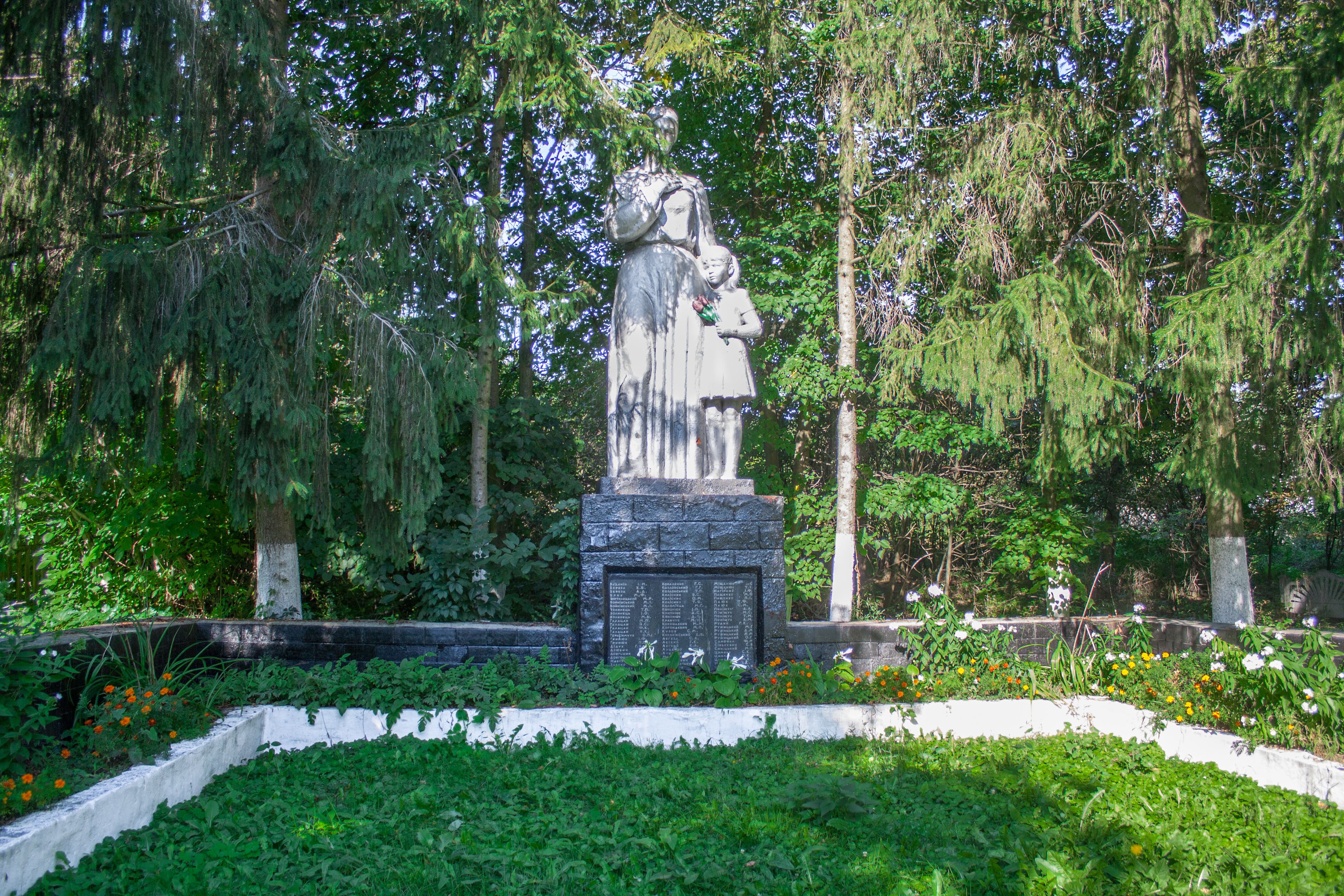
Пам'ятник воїнам-односельцям

## Походження назви села
Щодо походження назви села Сніжки існує кілька версій:
1. За одним з місцевих переказів, село заснував у 16 ст. один з трьох братів — Сніжко. Під час одного з набігів татари спалили село і знищили всіх жителів, які сховались у місцевій церкві. Але від загибелі врятувалося троє братів — Тишко, Юрко і Сніжко, які згодом заснували на трьох пагорбах три хутори — Тихий Хутір, Юрківку і Сніжки, які пізніше стали селами.
2. За іншою легендою, на початку 18 ст. землі нинішніх Сніжок належали феодалу Сніжку. Сам Сніжко жив на іншому наділі, а на ці землі, щоб мати з них доходи, поселив своїх підлеглих.
3. Назва села може бути пов'язана з тим, що у численних ярах, розташованих на території села та навколо нього, навесні надовго затримується і не тане сніг, або з білосніжним цвітом плодових дерев у садах місцевих жителів навесні.

## Географія
Село розташоване на Придніпровській височині. Поверхня погорбована, з густою яружно-балковою сіткою. У балках беруть початок численні струмки. Головна водойма — річка Гнилий Тікич, яка в межах села має три витоки та струмки — притоки Тікича. За течією Тікича в межах села споруджено 10 ставків. З північного, західного та східного боку село оточене лісовими масивами. Також невеликі за площею штучні лісопосадки є на південь від села. Ґрунти — темно-сірі опідзолені, сірі опідзолені, ясно-сірі опідзолені та чорноземи опідзолені. Природна рослинність лісова, а на схилах балок та долин витоків Гнилого Тікича — лучно-степова. Серед видів рослин занесених до Червоної книги зустрічаються зозулинці, підсніжник білосніжний, лілія лісова, цибуля ведмежа (черемша) тощо. На схід від села, в долині Гнилого Тікича було виявлено популяцію аруму Бессера, яка на сьогодні вважається найбільш східним місцезростанням даного виду в Україні. На території поблизу села розташовано ботанічні заказники місцевого значення «Урочище Дубина» площею 29 га та «Урочище Ревуха» площею 56,2 га. Є дані щодо існування на території, що перебуває у підпорядкуванні Сніжківської сільської ради гідрологічного заказника місцевого значення «Витоки Гнилого Тікича», але на місцевості жодних позначень території і меж даного заказника не встановлено. Планується створення заказника Сніжківський ліс.

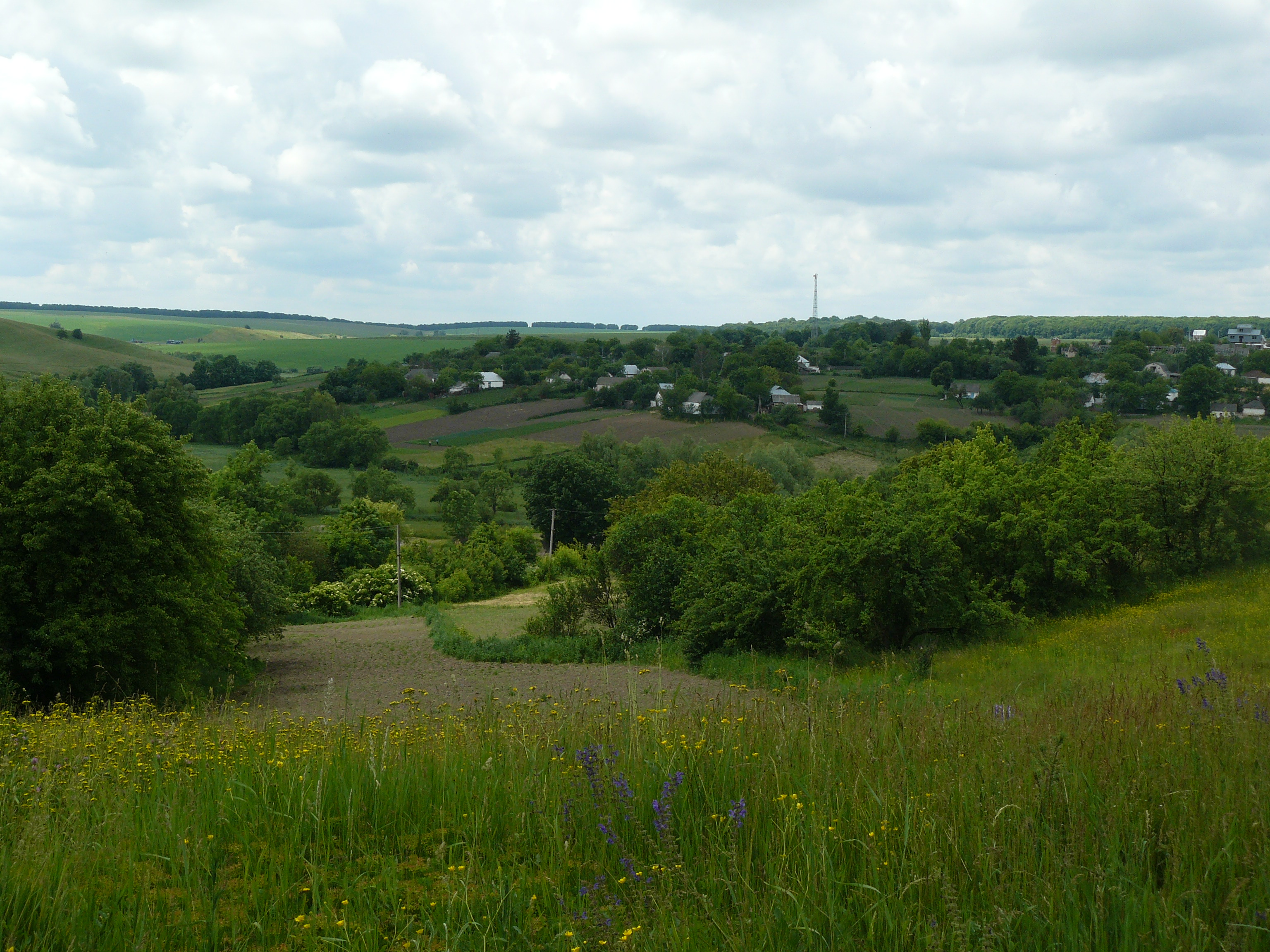
Сніжки. Вид з Лисої гори
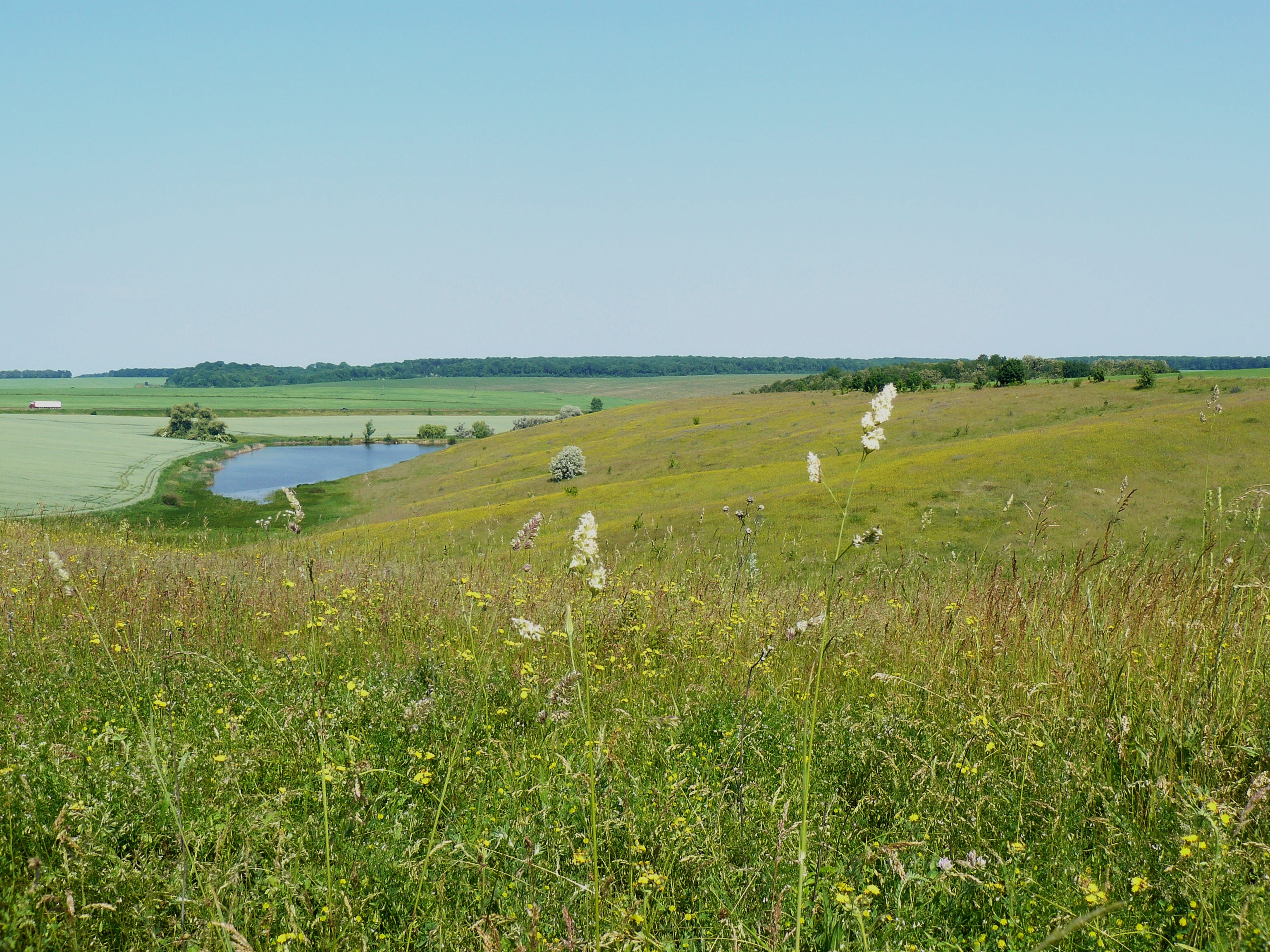
Витоки Гнилого Тікича. Ставок
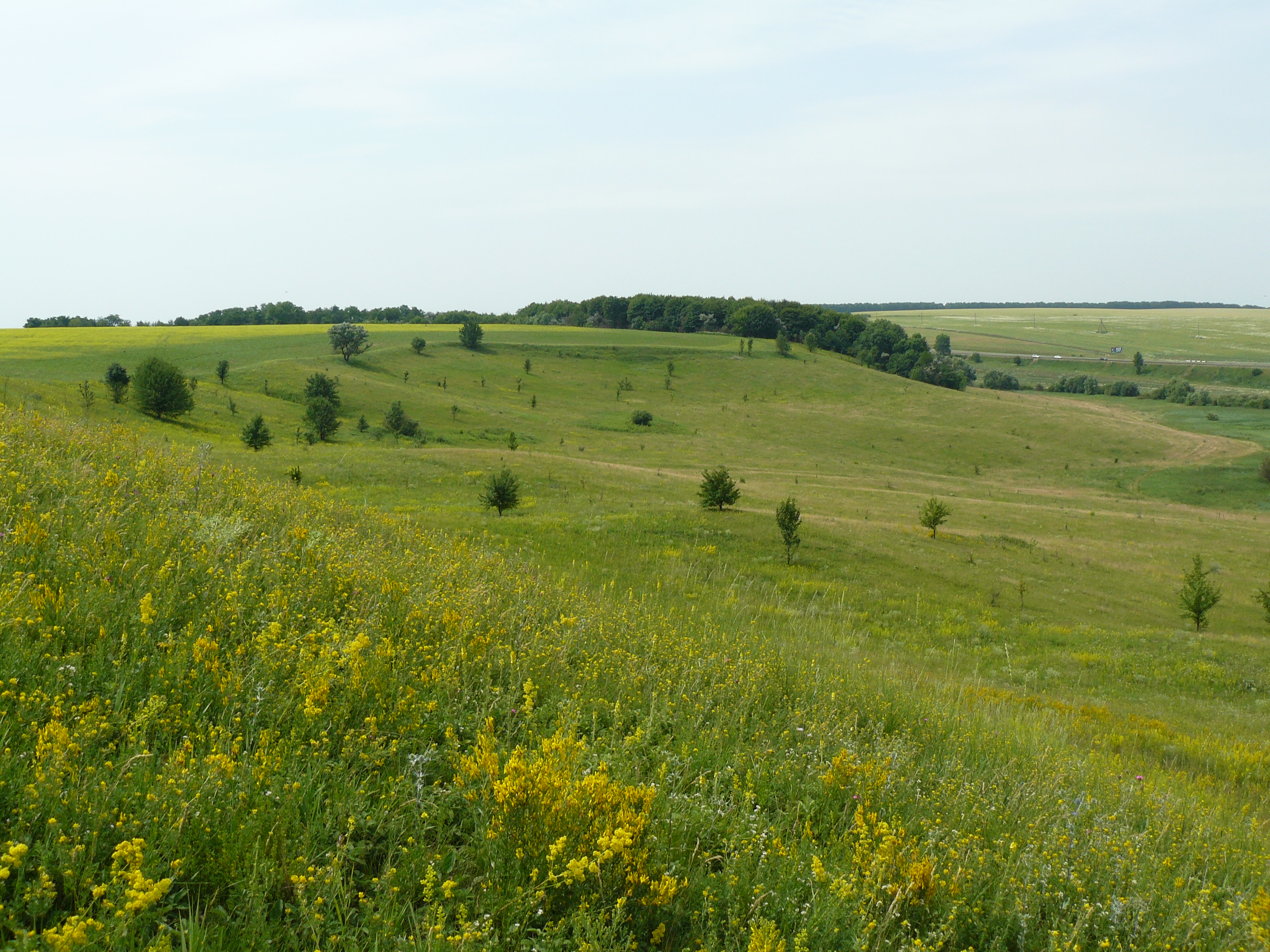
Сніжки.Ділянка лучного степу
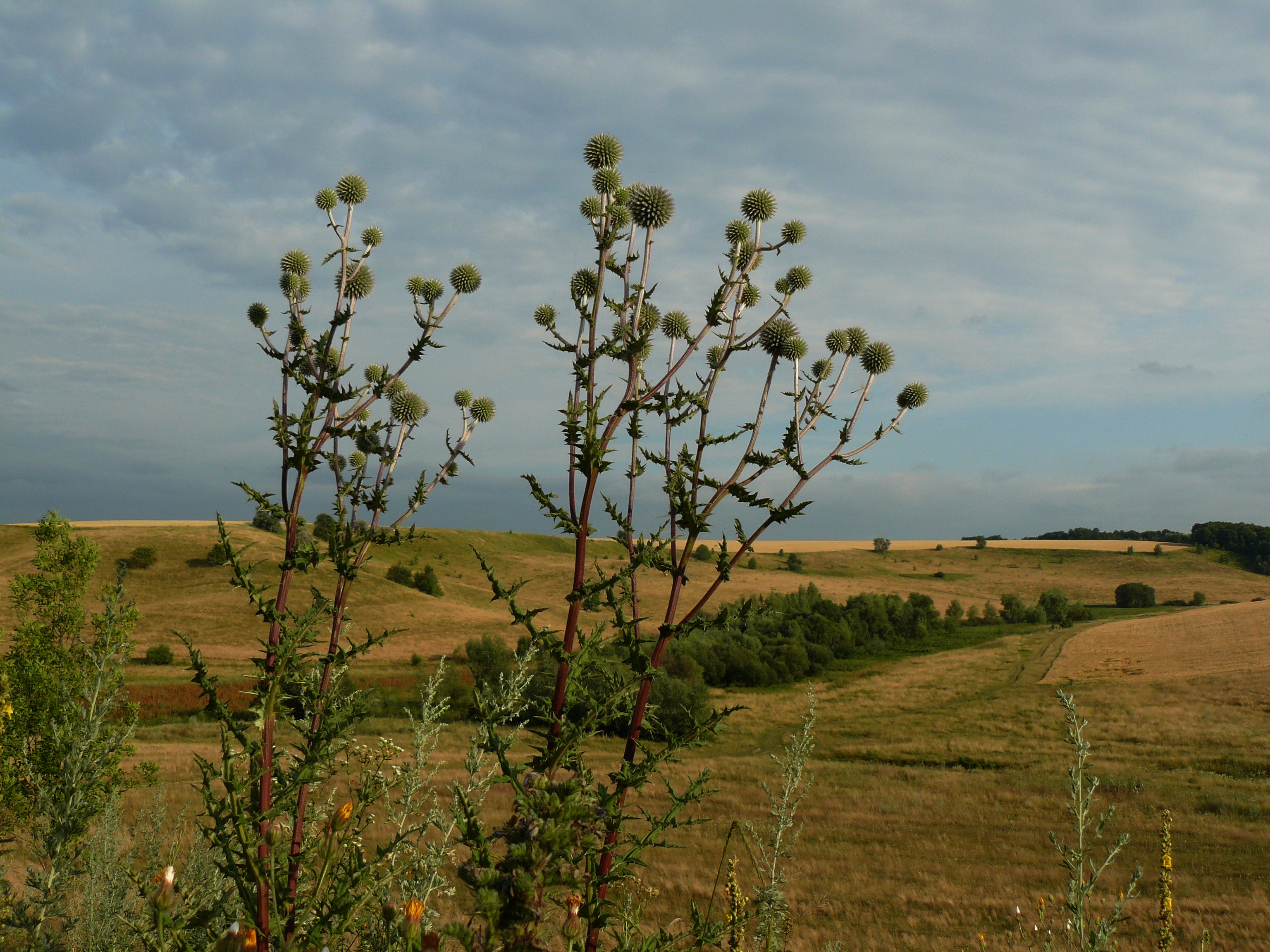
Околиця Сніжок. Головатень кулястий
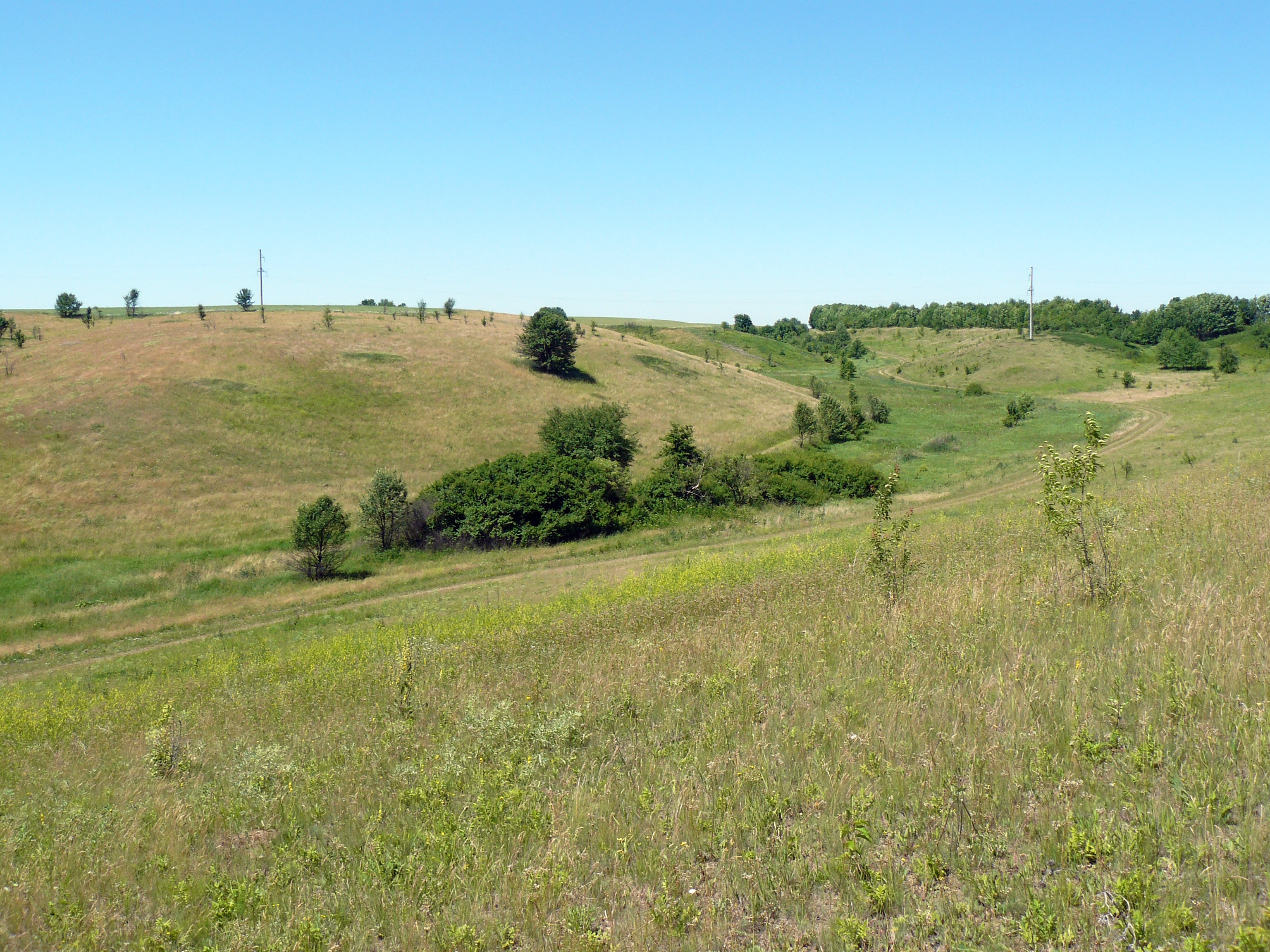
Кимаків яр

## Історія села

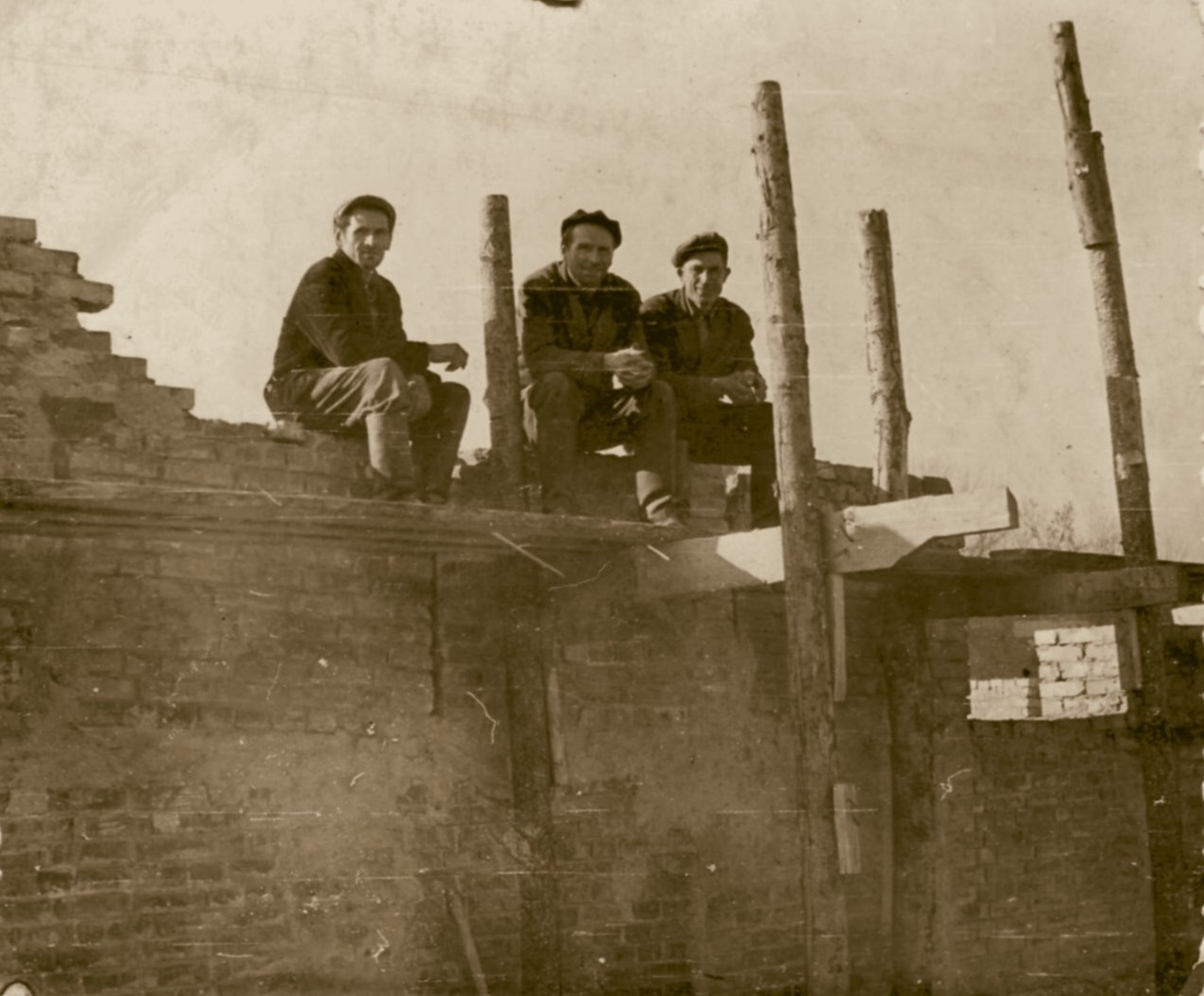
Будівництво корівника в колгоспі «Дружба» (Сніжки.1963 р.)

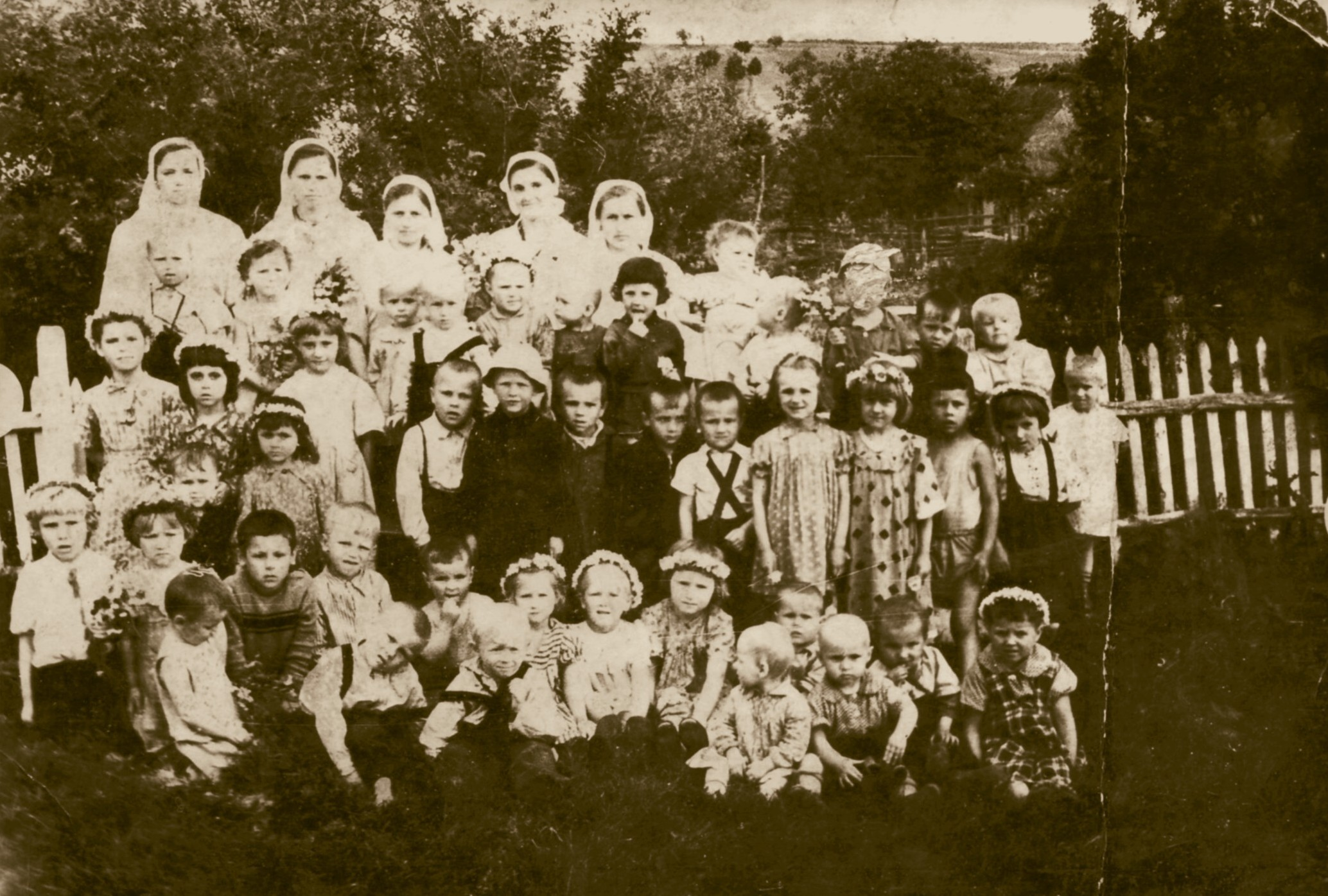
Колектив дитсаду у Сніжках (1960-ті роки)

Цікавою є  знахідка бивня мамонта в 1938 р. при видобутку глини у селі (зараз цей бивень експонується у Білоцерківському історико-краєзнавчому музеї). Перші ознаки проживання як мамонтів, так і людей на території Сніжок не датуються. За 2-3 кілометри на південний захід від села учень місцевої школи знайшов кам'яну сокиру. Згодом у цій місцевості було знайдено відшліфований кам'яний молот і кам'яне рубило.
Іншим свідченням проживання людей на території села є знахідки польських срібних монет «півтораків», «трояків» і «чеків», датованих першою половиною 17 ст. Знахідки виявляли сніжчани під час копання льохів, криниць, роботи на городах,.
У 15 столітті на схід від села на межі з сучасними селом Розкішна існувало місто Любомир, засноване білоцерківським старостою С. Любомирським. Є припущення, що саме в цій місцевості приблизно у 1355—1356 рр. між литовським князем Любартом та ординським ханом було укладено угоду про мир. Із грамот польського короля відомо, що місто було пограбоване кримськими татарами (можливо, Менглі-Гіреєм у 1482 р.) і довгий час залишалося безлюдним. За місцевими переказами, місто мало численні підземні ходи, завдяки яким його жителі могли отримувати провізію. Це допомогло їм витримати тримісячну облогу. Не зважаючи на це, згідно переказу, місто було захоплене татарами, а підземні ходи, якими тікали з нього вцілілі мешканці  засипані землею. Як свідчить переказ, люди шукаючи вихід з підземних ходів, голосно кричали. Від цього крику (реву) отримав свою назву довколишній ліс — Ревиха та окрема місцевість у цьому лісі — урочище Ревуха (на сьогодні — ботанічний заказник місцевого значення).
Перші точні історичні дати, які засвідчують існування села Сніжки наведено у книзі історика та етнографа Л. І. Похилевича «Сказания о населенных местностях Киевской губернии» (1864 р.). Так, згідно даних Похилевича, Сніжки — село у лісистій місцевості у верхів'ях річки Гнилий Тікич, яка тут бере початок, в чотирьох верстах на захід від Ставища. Похилевич вказує, що у 1730 р. в селі було побудовано дерев'яну Свято-Михайлівську церкву з двома банями, без притвору, без дзвіниці і дзвонів, замість яких використовувалося залізне клепало. Після пожежі у 1774 р. було споруджено нову церкву (яку згодом було зруйновано в 1935 р.), зачислену за штатами до 7-го класу. На цей час село налічувало 769 мешканців (з них частина проживала у 17 прихідських дворах).
Сніжки як село були згадані у Рум'янцевському переписі населення 1765-69 р..
У 1776 р. Сніжки належали шляхтичу Степану Баранівському, а навколишній ліс — війтові села Зарубинці Дем'яну. Втрата незалежності, розбазарювання поміщиками природних багатств викликали в місцевих селян невдоволення. Вони з метою помсти спустошили ліс (ні, це не розбазарювання природніх багатств), на що Степан Баранівський швидко відреагував, наказавши війтові заборонити вирубування лісу. 
Наприкінці 18 століття Сніжки переходять у володіння польського шляхетського роду Браницьких. 
У період Коліївщини, згідно з архівними даними, гайдамаки загону Максима Залізняка, які йшли  на Умань, проходили через Сніжки. Поблизу села знаходився табір повстанців. Згідно з місцевими переказами, на схід від села, між Юхимовим та Кимаковим ярами відбулася сутичка повстанців з польським загоном. За легендою, повстанці заманили поляків у засідку та підпалили довколишні чагарники у лісі. Потрапивши до пастки, польські жовніри голосно кричали (ревли). За однією з версій від цього реву походить назва лісу Ревихи. Також свідченням сутички є два невисоких насипи на околиці Ревихи поблизу Юхимового яру. Селяни називають їх «могилки». За свідченнями місцевих жителів, ще у 20-ті роки 20 століття ці насипи сягали 2 м заввишки. Вважається. що це поховання загиблих у сутичці повстанців.
В 19 столітті, після Другого поділу Речі Посполитої Сніжки відходять до Російської імперії і з 1800 р. входять до Ставищенської волості Таращанського повіту Київської губернії. В цей час на південь від села у місцевості відомій під назвою Огруд (ogrud-сад з польської) існувала економія Браницьких, якій підпорядковувалися Сніжки та інші довколишні села.

На захід від села, у лісі, поблизу одного з витоків Гнилого Тікича (між Сніжками та виселком Парнею (нині місцевість Прогарі на околиці села Винарівки)) знаходилася так звана Гута. Ця назва походить від склозаводу, який там був. Браницький перегнав деяких непокірних селян з Гути у ліс, через що вони одержали прізвище Перегон. На Гнилому Тікичі було споруджено 3 водяних млини у межах села (один — поблизу сучасного Сільського ставка, другий — на Самаровому ставку, третій — в місцевості під назвою Фелонова гора; всі вони були зруйновані в роки війни за незалежність), а також каскад з 6 ставків біля витоків річки на південь від села (ставки належали Браницьким) (ці ставки були спущені внаслідок повені в 1939 р. і до сьогодні 4 з них відновлено). Також на південно-західній околиці села (біля Антиповичевого яру) знаходились печі, в яких випалювали цеглу, виготовлену з видобутої в місцевому кар'єрі глини. 

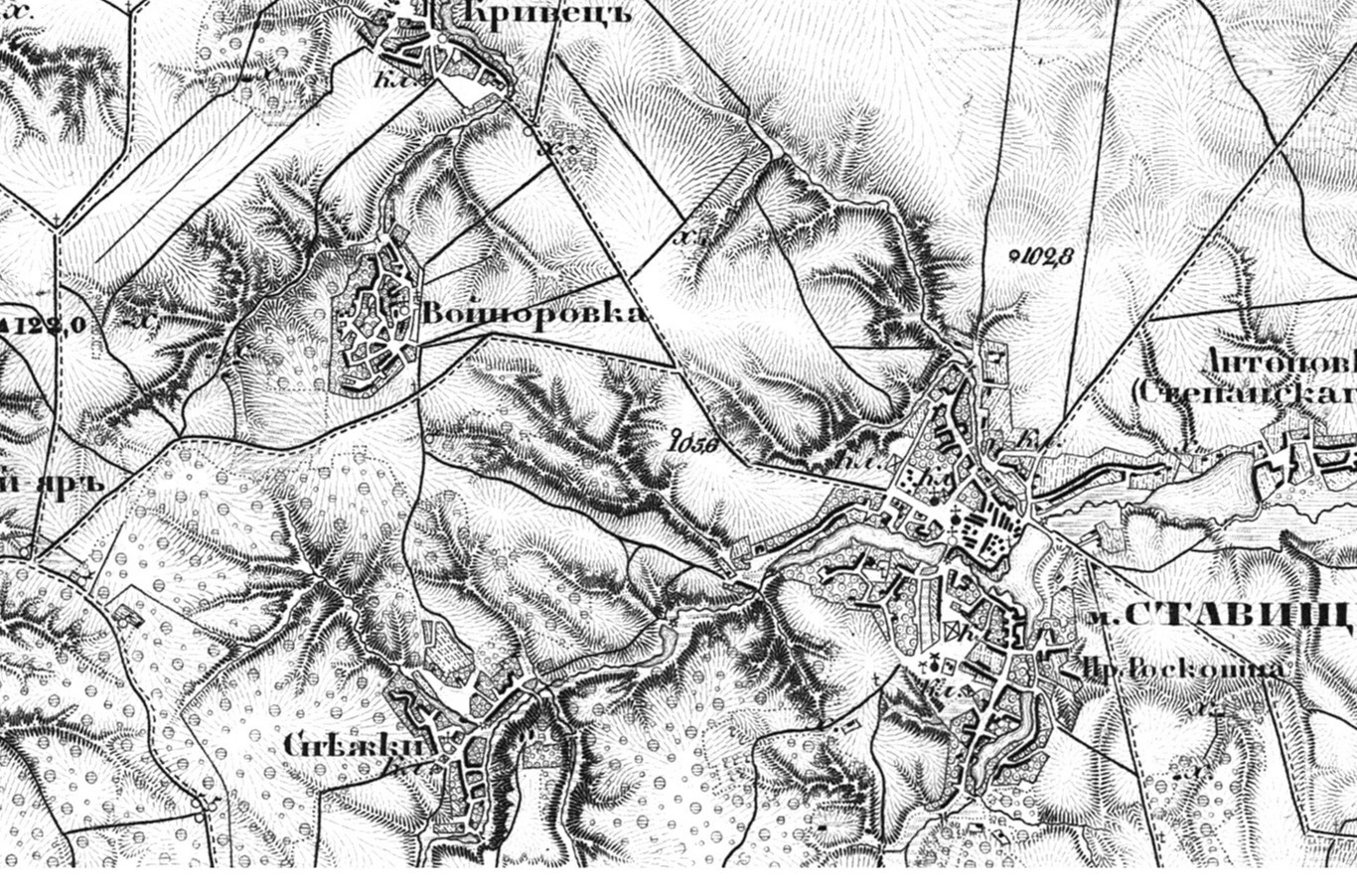
Сніжки на карті 19 ст.

1855 року жителі Сніжків брали участь у Київській козаччині.
У 10 томі польського багатотомника «Słownik geograficzny Królestwa Polskiego i innych krajów słowiańskich», виданного у 1880—1914 р. наведено дані щодо чисельності населення Сніжок у XIX — на початку XX ст. Так, у 1863 р. в селі проживало 769 чоловік, а до 1913—1060 чоловік. В 1905—1907 рр. у селі налічувалося 200 дворів,.

В 1915 р. при церкві почала діяти школа. 

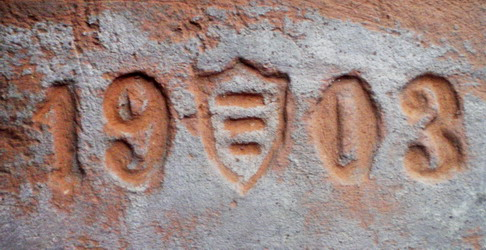
Цеглина зі сніжківської глини з гербом Браницьких

За свідченням очевидців, у 1918 р. через Сніжки пройшов один з загонів німецької армії, яка була введена на територію України для допомоги Центральній Раді у боротьбі з більшовиками згідно умов Брестської мирної угоди. Протягом 1918-20 р. через територію села проходили загони місцевих повстанців. В роки української революції у Сніжках і навколишніх селах діяв партизанський загін під командуванням П. І. Кравченка, влітку 1918 року він розташовувався в урочищі Ревуха. До загону входили мешканці Сніжок, Винарівки та Юрківки. Під час одного з боїв  солдати армії Скоропадського оточили хату, у якій знаходився Кравченко, і вбили його. Протягом цього року поблизу села точилися жорстокі бої між місцевими партизанами, німецькими військами та військами Української держави гетьмана Скоропадського. За свідченнями старожилів, на південній околиці села існувала криниця, до якої в 1920 р. з встановленням радянської влади в селі місцеві мешканці переховували залишену з часів революції зброю.
В 1918 р. у Сніжках було утворено сільську раду. Її головою став І. Войнівський, якому довелося розподіляти землі, відібрані у поміщиків Браницьких, а також церковні землі та передавати їх селянам. Це привело до покращення якості життя та добробуту сніжчан, збільшилась кількість худоби у їх власності, з'явилися  механізовані засоби виробництва, які значно покращили працю.
В 1920 р. у церковній школі навчалися учні чотирьох класів. В 1922 р. її було перенесено до окремої будівлі. В 1923 р. у школі було створено піонерську організацію. В 1925—1927 рр. у ній працювали спочатку 2, а потім 3 вчителі.
В 1929 р. було засновано колективне господарство «Червоний партизан». Організація колгоспу почалася з конфіскації майна заможних селян (худоби та засобів виробництва). Розбиралися також будинки та господарські будівлі, а отримані з них будівельні матеріали використовувалися для зведення будівель колгоспу. Селян, які не бажали добровільно вступати до колгоспу та працювати в ньому, висилали до Сибіру. В 1931 р. у колгоспі з'явився перший трактор «Fordson».
В 1932—1933 рр. внаслідок штучного голоду, організованого радянською владою, у Сніжках загинуло 800 селян, яких було поховано у двох кагатах на місцевому цвинтарі. 24 листопада 2006 р. на цвинтарі було встановлено хрест до Дня вшанування пам'яті жертв Голодомору.
Протягом 1930-х років було репресовано 10 сніжчан.
В 1935 р. було зруйновано церкву, а її залишки використано для спорудження колгоспних будівель.
В 1937 р. початкову школу було перетворено на семирічну. Перший випуск учнів сьомого класу відбувся в 1940 р..
У ході німецько-радянської війни ніяких боїв на території села не відбувалося, у селі майже не було постійного розміщення нацистських частин. 17 липня 1941 р. через селище пройшли нацистські загарбники. За свідоцтвами місцевих жителів, німецько-нацистські війська увійшли до Сніжок з південного напрямку, з села Юрківки. При цьому, на південній околиці села вони без бою захопили в полон групу радянських солдатів, які відступали. Після цього нацистами було організовано контроль за збором селянами урожаю на полях колективного господарства. Згодом, через два тижні після захоплення селища Ставище, в урочищі Ревуха поблизу Сніжок нацисти розстрілювали місцевих євреїв. За період з 1941 по початок 1944 р. село не зазнало німецьких бомбардувань та обстрілів.
Протягом німецької окупації місцеві поліцаї проводили забір молоді для вивезення до Німеччини.
Протягом усього часу німецької окупації на території Сніжок діяв партизанський загін імені Чкалова. У боротьбі проти ворога брали активну участь 178 жителів села. На фронтах війни 1941-45 р. загинуло 73 сніжчанина. За бойові заслуги в роки війни було нагороджено орденами та медалями 83 особи.
Село було відвойовано протягом 10-11 січня 1944 р. у ході  Дніпровсько — Карпатської наступальної операції радянських військ, коли передові частини 38-ї, 40-ї и 1-ї танкових армій вийшли на підступи до Вінниці, Жмеринки, Умані та Жашкова.[джерело?]
Після закінчення Другої світової війни у Сніжках проживало 1170 жителів (станом на 1947 рік).
В 1952 р. біля школи було посаджено парк, а в 1957 р. було закладено фундамент нового сільського клубу.
В 1959 р. відновлений після війни колгосп було знищено внаслідок великої пожежі. В 1960 р. у зв'язку з укрупненням колективних господарств, сніжківський колгосп «Червоний партизан» було об'єднано  колгоспами сіл Юрківка та Торчицький Степок і на їх базі створено колективне господарство «Дружба» (управління новоствореним колгоспом здійснювалося з Юрківки).
У період з 1960 по 1980 р. на території господарства було споруджено нові цегляні будівлі, корівники, телятники та інші господарські споруди. У селі зведено нову школу (1963 р.), клуб (1967 р.), магазин, будинок сільської ради (1984 р.).

В 1976 р. у Сніжках налічувалося 270 дворів. 
В 1977 р. було проведено буріння артезіанської свердловини та спорудження нової водонапірної башти № 1, а також проведено центральне водопостачання господарства.
В 1984 р. в селі було відкрито обеліск Слави.
В 1986—1988 рр. деякі вулиці села було вимощено бруківкою.
В 1989 р. колгосп «Дружба» було роз'єднано, а на його базі у Сніжках створено колективне сільськогосподарське підприємство «Зоря» під керівництвом М. С. Вознюка. За короткий час його головування зміцніла і примножилася технічна база КСП, було збудовано зерноочисний комплекс, тік, комори, корівник на 200 голів великої рогатої худоби, а також пилораму. У селі було заасфальтовано центральні вулиці, пробурено другу артезіанську свердловину та споруджено водонапірну башту № 2 (забезпечує водою східну частину села) проведено централізоване водопостачання, телефонізовано та розпочато газифікацію села, розроблено документацію на будівництво цегельного заводу. Але після  звільнення Вознюка з посади голови КСП, господарство почало занепадати.
В 1996 р. пройшло розпаювання земель КСП «Зоря», 328 осіб отримали земельні паї.
У 2001 р. КСП «Зоря» було реорганізовано у приватне сільськогосподарське підприємство «Сніжки». У результаті технічна база ПСП почала поступово руйнуватися, а земельні паї стали здаватися їх власниками в оренду.
21 листопада у Сніжках було відкрито храм Архистратига Михаїла, у 2007 р. встановлено купол на храмі, також у селі було відкрито новий фельдшерсько-акушерський пункт, зареєстровано випуск місцевої газети «Пролісок», заасфальтовано вулицю 40-річчя Перемоги, легалізовано та зареєстровано спілку громадян-співвласників майна КСП, розпайовано майно спілки.
У 2008 р. у Сніжках було проведено газифікацію ФАПу та чотирьох вулиць.
У 2009 р. в селі було прокладено та введено в експлуатацію газопровід по вулиці Ставищенській. 21 листопада цього ж року при сільській раді було відкрито краєзнавчий музей.
Станом на 2011 р. у Сніжках нараховується 417 жителів і 270 дворів.
У 2013 році поряд з каплицею було споруджено дзвіницю.
У 2016 було поставлено 6 шт. пластикових вікон у школу.

## Населення

### Мова
Розподіл населення за рідною мовою за даними перепису 2001 року:
| Мова       | Кількість | Відсоток |
| ---------- | --------- | -------- |
| українська | 477       | 99.58%   |
| російська  | 2         | 0.42%    |
| Усього     | 479       | 100%     |

## Сучасний стан
На сьогодні у селі діють Сніжківське НВО «ЗОШ 1-2 ступенів — дитячий садок» [Архівовано 26 лютого 2021 у Wayback Machine.], ФАП, Будинок культури з бібліотекою, сільська рада, відділення зв'язку, 3 магазини та 7 кафе. На території, підпорядкованій сільській раді, здійснюють господарську діяльність з обробітку землі ТОВ «Інтерагроінвест» (орендує земельні паї співвласників колишнього КСП «Зоря») та три фермерських господарства. Також діє деревообробний цех, який належить державному підприємству «Білоцерківський лісгосп». 1400 гектарів землі вкриті лісом і перебувають у постійному користуванні Ставищенського лісництва. В оренді перебувають 10 ставків. 